# Ernesto Durán Castro
Ernesto David Durán Castro (Santiago de Chile, 14 de abril de 1948) es un artista visual, artesano ceramista y escultor chileno. Su obra se centra principalmente en la alfarería y cerámica de las culturas precolombinas, junto con la representación de la figura humana ancestral. Su técnica viene inspirada de su herencia familiar artesana de santeros y alfareros.

## Biografía
Su carrera ligada al arte comienza a la edad de 11 años, con su aprendizaje formal en el Liceo Experimental Artístico de Santiago, lo que lo conduce en el año 1965 para estudiar en el Departamento de Arte Público Ornamental de la Escuela de Artes de la Universidad de Chile para egresar en 1969, para posteriormente ejercer la docencia entre los años 1970 a 1975 como académico auxiliar en esta misma universidad.
Paralelamente en su etapa como estudiante universitario, comienza a participar en diferentes actividades vinculadas al trabajo con cerámica, usando para ello los períodos estivales de enero y febrero durante cuatro años consecutivos: En el año 1966, participa en la reconstrucción del Fuerte Ahüi en la provincia de Chiloé; luego en 1967, ofrece clases populares de cerámica y dibujo en San Carlos de Ñuble; en 1968, participa nuevamente en trabajos de restauración para la conservación histórica del Pueblo de Matilla en Tarapacá; finalmente en 1969 da cases populares de cerámica en Vicuña, en la región de Coquimbo.

## Obra
Sus primeras obras fueron estatuillas de niños campesinos entre los años 65 y 67. Los motivos del campo se volverían una veta en sus obras durante sus primeros años y desde la década de los años 90, su obra en la particular cerámica anaranjada de la región, se enfoca en las culturas precolombinas, en especial las culturas, atacameña, diaguita, mapuche y selknam.
La pintura en óleo y acrílico es también otra área de trabajo del artista, en donde resaltan patrones geométricos y motivos singulares de las vestimentas de las figuras ancestrales, que son coloreadas en su totalidad con tonalidades tierra.

## Docencia y carrera
1967: Profesor Ad. Honorem, en el Departamento de Arte Público Ornamental. Antigua Escuela de Canteros y Cerámica Ornamental de la Universidad de Chile.
1968 – 1974: Profesor ayudante, Curso Cerámica Ornamental, en el Departamento de Arte Público Ornamental. Antigua Escuela de Canteros y Cerámica Ornamental de la Universidad de Chile.
2013 – 2016: Profesor de escultura, Escuela de Arquitectura. Facultad de Artes, Humanidades y Ciencias de la Universidad Mayor.
2015: Profesor de cuatro talleres de cerámica precolombina, Centro Cultural Chimkowe. Corporación Cultural de la Ilustre Municipalidad de Peñalolén.
2015: Clases demostrativo-expositivo en el programa, “Rutas Patrimoniales de las Artes Visuales de Peñalolén”, Centro Cultural Chimkowe. FONDART Región Metropolitana.
Desde el comienzo de su carrera y en paralelo a sus actividades laborales, también realiza clases particulares en su taller de arte en Peñalolén.

## Exposiciones y distinciones
| Año  | Ubicación             | Exposiciones y Muestras |
| ---- | --------------------- | --- |
| 1968 | Santiago, Chile       | Exposición de arte contemporáneo. Facultad de Bellas Artes Universidad de Chile, Instituto de Extensión de Artes Plásticas, MAC |
| 1972 | Vicuña, Chile         | Mural de cerámica: Homenaje a Gabriela Mistral                                                                                  |
| 1972 | Santiago, Chile       | "Motivos Criollos" |
| 1974 | Santiago, Chile       | Obras del profesorado. Facultad de Bellas Artes                                                                                 |
| 1974 | Santiago, Chile       | "Grabado". Facultad de Bellas Artes                                                                                             |
| 1975 | Santiago, Chile       | “Retrospectiva” de “Motivos criollos 1972”. Galería Instituto Chileno Norteamericano de Cultura                                 |
| 1975 | Santiago, Chile       | “Terracotas”. Galería del Instituto Chileno Norteamericano de Cultura                                                           |
| 1975 | Ñuñoa, Santiago       | Grupo “Semilla”. Casa de la Cultura de Ñuñoa                                                                                    |
| 1975 | Valparaíso, Chile     | II Bienal Internacional de Arte                                                                                                 |
| 1977 | Ñuñoa, Santiago       | "Grabado". Casa de la Cultura                                                                                                   |
| 1978 | Ñuñoa, Santiago       | Exposición “Taller Tierra”: Pintura y cerámica. Casa de la Cultura de Ñuñoa                                                     |
| 1978 | Providencia, Santiago | Exposición “Taller Tierra”: Cerámica y grabado. Colegio San Ignacio El Bosque                                                   |
| 1978 | Arica, Chile          | Pinturas. Exposición Coordinadora Bolsas de Cesantes Zona Norte                                                                 |
| 1984 | Ginebra, Suiza        | “Art Populaire Chilien”. Galerie Zodiaque, Perroy 1984                                                                          |
| 1986 | Arica, Chile          | VI Feria de Artesanía. Universidad de Tarapacá                                                                                  |
| 1989 | Concepción, Chile     | Feria Internacional de Arte Popular                                                                                             |
| 1999 | Santiago, Chile       | “Mujer Luna”. VI Bienal Latinoamericana de Cerámica Artística y Artesanal, MAC                                                  |
| 2004 | Las Condes, Santiago  | Exposición colectiva: Homenaje a Pablo Neruda. Centro de Artesanía del Pueblito de Los Dominicos                                |
| 2005 | Ñuñoa, Santiago       | Pinturas. Exposición Universidad Metropolitana de Ciencias de la Educación                                                      |
| 2007 | Santiago, Chile       | Exposición de Exalumnos 1947-2007, 60 años del Liceo Experimental Artístico                                                     |
| 2008 | Santiago, Chile       | “Tierra”. Biblioteca Nacional de Santiago                                                                                       |
| 2008 | Concepción, Chile     | “El gran triunfador”, 50 años Corporación Cultural Artistas del Acero. Sala Exposiciones de Concepción                          |
| 2008 | Talcahuano, Chile     | “El gran triunfador”, Corporación Cultural Artistas del Acero. Sala Exposiciones Compañía Siderúrgica Huachipato S.A.           |
| 2011 | Santiago, Chile       | 38° Feria Internacional de artesanía tradicional. Universidad Católica de Chile                                                 |
| 2016 | Peñalolén, Santiago   | Taller de Cerámica Ancestral, Circuito de Artes visuales. Cumbre Internacional de Cultura de Mercociudades                      |
| 2019 | Peñalolén, Santiago   | Ruta del Arte Visual. Día del Patrimonio, Corporación Cultural Chimkowe                                                         |
| 2021 | Santiago, Chile       | "Mujeres", Artífices en Pandemia, Museo de la Educación Gabriela Mistral. Ministerio de las Culturas, las Artes y el Patrimonio |
| 2023 | Tiltil, Santiago      | "Personajes Ancestrales". Corporación Municipal de Cultura, Centro Cultural Tiltil                                              |
| 2023 | La Paz, Bolivia       | III Encuentro de Ceramistas. Noviembre 2023, Facultad de Arquitectura, Universidad Mayor de San Andrés                          |

| Año  | Ubicación         | Premios y Distinciones |
| ---- | ----------------- | --- |
| 1974 | Santiago, Chile   | 1er Premio, Fiesta de la Primavera                                                                                               |
| 2001 | Linares, Chile    | 2do Premio, Concurso de Arte Público, Escuela España                                                                             |
| 2010 | Santiago, Chile   | Reconocimiento por su al fomento y desarrollo de la artesanía: Día nacional del artesano, CNCA Metropolitana cultura             |
| 2015 | Santiago, Chile   | Fondart 2015. “Rutas Patrimoniales de las Artes Visuales de Peñalolén” del Ministerio de las Culturas, las Artes y el Patrimonio |
| 2021 | Santiago, Chile   | Fondart 2020-2021. Proyecto colectivo "Artífices en Pandemia" del Ministerio de las Culturas, las Artes y el Patrimonio          |
| 2023 | Santiago, Chile   | Fondart 2023. Proyecto colectivo "Murales con Historia" del Ministerio de las Culturas, las Artes y el Patrimonio                |
| 2024 | Concepción, Chile | Premio a la Tradición Artesanal. 59 Feria Internacional de Arte Popular                                                          |

## Estilo y coleccionismo
Las estatuillas de Durán recogen temas relacionados con la cultura andina, el tawantisuyo entre otras culturas precolombinas, pero además plasma temas de actualidad en los atuendos o accesorios de las personificaciones. Algo singular que desarrolló durante el año 2021 junto a la orfebre Brenda González, fueron unas piezas cerámicas de la figura femenina durante la pandemia, en donde las piezas visten mascarillas.

En plataformas internacionales de conservación de piezas de museo y de curadoría de arte como Catawiki de los Países Bajos, Chairish de los Estados Unidos o Selency (OLX) de Francia, se rematan piezas del artesano.
"Mi obra nace de la reflexión que hago del ser humano, de la memoria que prevalece de las culturas primigenias precolombinas, recreando y creando a través de las imágenes formas y color un lenguaje lleno de simbolismos. La búsqueda de ritos y mitos que concretan un trabajo de rigurosidad para ser plasmado en la pintura, la escultura, la artesanía o el grabado. A través de estas expresiones planteo temas universales, donde el ser humano es el centro del espacio y el tiempo."